# Филип Карл (Аренберг)
Филип Карл Франц фон Аренберг (на немски: Philipp-Karl von Arenberg; на френски: Philippe-Charles d'Arenberg; * 18 октомври 1587, дворец Барбансон, Белгия; † 25 септември 1640, Мадрид, Испания) от фамилията дьо Лин е вторият княз на Аренберг (1616 – 1640) и шестият херцог на Арсхот в Испанска Нидерландия.

## Биография
Той е син на херцог Карл фон Аренберг (1550 – 1616) и съпругата му херцогиня Анна де Крой-Аршот (1564 – 1635), дъщеря на херцог Филип III де Крой (1526 – 1595).
Филип фон Аренберг наследява баща си през 1616 г. като княз на Аренберг и херцог на Арсхот. Наследява и голяма част от неговите собствености.
Той се бие на служба при испанските и австрийските Хабсбурги. Той е полковник и губернатор на град и Графство Намюр. Рицар е на Ордена на Златното руно и „испански Гранд“. През 1634 г. фалшиво е обвинен в заговор срещу испанската корона и е инхафтиран в Мадрид. Последните шест години от живота си той прекарва в домашен арест в къщата му в Мадрид.
Аренберг е значим колекционер на изкуството. Той купува и по времето на ареста си чрез агенти множество картини, между тях и от Петер Паул Рубенс.

## Фамилия
Първи брак: на 21 септември 1610 г. с Пиера Хиполита Анна де Мелун, баронеса де Комонт († 16 февруари 1615). Те имат две дъщери:
- Клер Евгения (* 23 октомври 1611; † 24 декември 1660), омъжена на 8 ноември 1635 г. в Енгхиен за братовчед си принц Алберт де Лин-Крой-Аренберг (* 15 февруари 1618; † 16 ноември 1643)
- Анна Мария (* ок. 1613; † 1626)

Втори брак: на 28 юни 1620 г. с графиня Изабел Клер де Берлемон, графиня де Лален (* 18 август 1602; † 9 август 1630). Те имат пет деца:
- Мария Дезире (* 24 юни 1624; † сл. 1640)
- Филип Франц фон Аренберг (* 30 юли 1625; † 17 декември 1674), 1. херцог на Аренберг (1640 – 1674), от 1644 г. 7. херцог на Арсхот, женен на 14 юли 1642 г. за Дона Магдалена Франциска де Бория и Дория (* 16 декември 1627; † 21 юни 1700)
- Маргерита Александрина (* ок. 1626; † 18 юли 1651), омъжена на 28 април 1649 г. за принц Евгений де Монтморенци де Робецк († януари 1683)
- Жана Ернестина Франсоаз (* 9 април 1628, Брюксел; † 12 октомври 1663, Брюксел), омъжена на 3/4 май 1656 г. в Брюксел за херцог Алехандер Хиполит де Хенин-Литард де Бурнонвил, вице-крал на Каталония и Навара (* 5 януари 1616; † 20 август 1690, Памплона)
- Клара Изабела фон Аренберг (* 2 ноември 1629, Брюксел; † 7 септември 1670, Мескирх), омъжена на 26 декември 1648 г. в Линдау ам Бодензее за граф Максимилиан Вилибалд фон Валдбург-Волфег (* 18 септември 1604, Волфег; † 30 януари 1667, Амберг)

Трети брак: на 29 март 1632 г. в Кьолн с графиня Мария Клеофа фон Хоенцолерн-Зигмаринген (* 11 юни 1599, Зигмаринген; † 26 февруари 1685, Мескирх), вдовица на Йохан Якоб фон Бронкхорст-Батенбург (1582 – 1630), дъщеря на херцог Карл II фон Хоенцолерн-Зигмаринген (1547 – 1606). Те имат децата:
- Карл Евгений фон Аренберг (* 8 май 1633, Брюксел; † 25 юни 1681, Монс), 2. херцог на Аренберг (1674 – 1681), 8. херцог на Арсхот и Крой, женен в Доле на 19 юни 1660 г. за Мария Хенриета дьо Кусанс графиня на Варамбон (* 1 май 1624; † 8 май 1701)
- Алберт Жак Пиер (* 1634, Брюксел)
- син
- Мария Терезия (* 2 април 1639, Мадрид; † 18 януари 1705, Мескирх), омъжена на 4 януари 1660 г. в Брюксел за граф Франц Христоф фон Фюрстенберг-Мьоскирх (* 28 юли 1625; † 22 септември 1671)